# Alte Heilig-Kreuz-Kirche (Altenbeken)

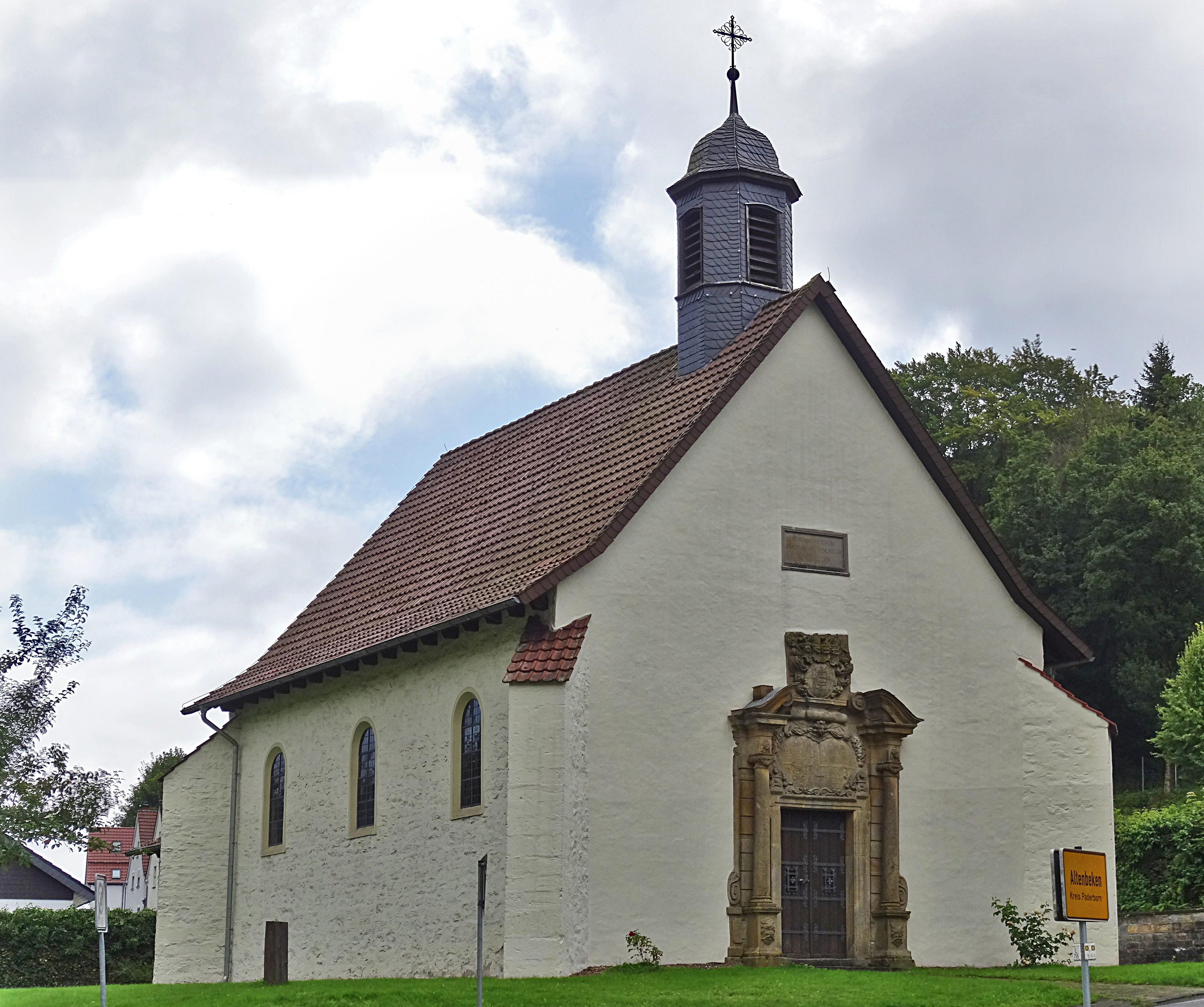
Alte Heilig-Kreuz-Kirche

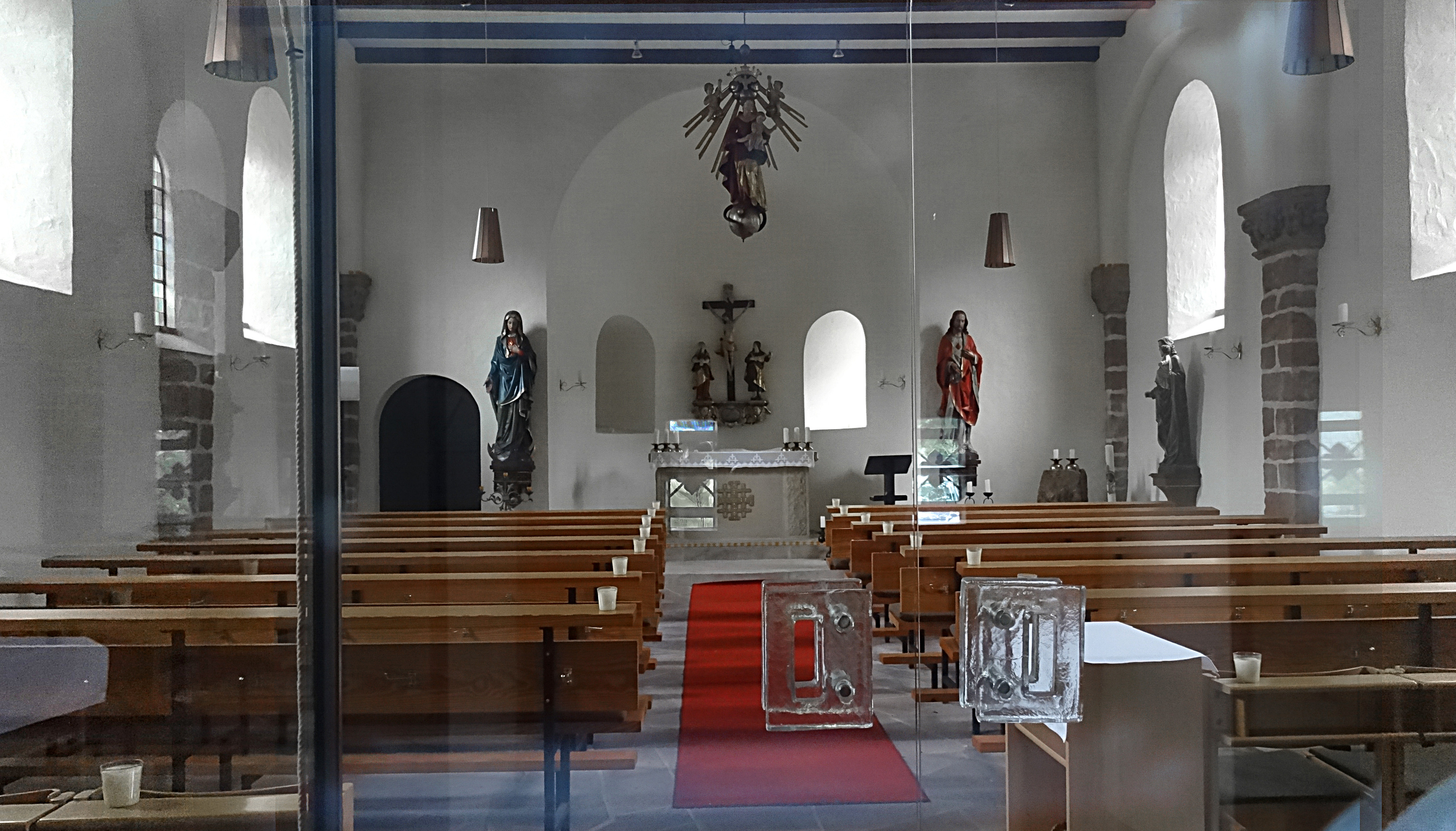
Innenansicht

Die alte katholische Heilig-Kreuz-Kirche ist ein denkmalgeschütztes Gebäude in Altenbeken, einer kreisangehörigen Gemeinde des Kreises Paderborn in Nordrhein-Westfalen.

## Geschichte und Architektur
Die ehemalige Wallfahrts- und Vikariekirche steht am alten Kirchweg 46.
Das ursprüngliche Gebäude war ein gewölbter Saalbau von drei Jochen und einer halbrunden Apsis. Der Bau wurde 1864 nach Westen erweitert. Im Zweiten Weltkrieg wurde die Kirche stark zerstört und danach stark verkleinert und  in vereinfachter Form mit einer Balkendecke wieder aufgebaut.  Zurzeit wird das Gebäude als Friedhofskapelle genutzt.

## Ausstattung
- Barockes Portal mit Säulen und einem Wappen mit einer Inschrift: 1669
- Kreuzigungsgruppe aus dem 18. Jahrhundert
- Hängemadonna mit Putten aus dem 18. Jahrhundert[1]